# 폴란드 공간
일반위상수학에서 폴란드 공간(Poland空間, 영어: Polish space)은 지나치게 크지 않으며, 완비 거리 공간과 유사하여 측도론 및 기술적 집합론을 쉽게 전개할 수 있는 위상 공간이다.

## 정의
위상 공간 {\displaystyle X}에 대하여 다음 조건들이 서로 동치이며, 이를 만족시키는 위상 공간을 폴란드 공간이라고 한다.
- 제2 가산 완비 거리화 가능 공간이다.[1]:228
- 분해 가능 완비 거리화 가능 공간이다.[2]:13, Definition 3.1
- {\displaystyle [0,1]^{\aleph _{0}}}의 Gδ 집합과 위상 동형이다.[3]:55 (힐베르트 입방체(영어: Hilbert cube) {\displaystyle [0,1]^{\aleph _{0}}}는 실수의 닫힌구간 {\displaystyle [0,1]}의 가산 무한 곱공간이다.)
- {\displaystyle \mathbb {R} ^{\aleph _{0}}}의 닫힌집합과 위상 동형이다.

마지막 조건에 따라, 힐베르트 입방체 또는 {\displaystyle \mathbb {R} ^{\aleph _{0}}}는 일종의 "보편 폴란드 공간"으로 여길 수 있다.
폴란드 군(Poland群, 영어: Polish group)은 폴란드 공간인 위상군이다. 폴란드 군은 폴란드 공간의 성질을 그대로 이어받기 때문에 위상군으로서 다루기 편하다.

## 성질

### 연산에 대한 닫힘
마주르키에비치 정리(-定理, 영어: Mazurkiewicz theorem)에 따르면, 폴란드 공간 {\displaystyle X}의 부분 집합 {\displaystyle A\subseteq X}에 대하여, 다음 두 조건이 서로 동치이다.:230:17, Theorem 3.11
- {\displaystyle A} 역시 폴란드 공간이다.
- {\displaystyle A}는 {\displaystyle X}의 Gδ 집합이다.

특히, 모든 열린집합과 모든 닫힌집합은 Gδ 집합이므로, 폴란드 공간의 열린집합 또는 닫힌집합은 폴란드 공간이다.
폴란드 공간들의 모임은 다음 연산들에 대하여 닫혀 있다.
- 가산 개의 폴란드 공간들의 곱공간은 폴란드 공간이다.[1]:229
- 가산 개의 폴란드 공간들의 분리합집합은 폴란드 공간이다.[1]:229

하우스도르프 공간 {\displaystyle X} 속의 부분 집합들 {\displaystyle (A_{i})_{i\in \mathbb {N} }}이 각각 폴란드 공간을 이룬다면, 그 교집합 {\displaystyle \bigcap _{i\in \mathbb {N} }A_{i}} 역시 폴란드 공간을 이룬다.

### 위상수학적 성질
임의의 위상 공간에 대하여 다음 조건들이 서로 동치이다.
- 국소 콤팩트 폴란드 공간이다.[2]:29, Theorem 5.3(iv)
- 제2 가산 국소 콤팩트 하우스도르프 공간이다.[2]:29, Theorem 5.3(ii)
- 콤팩트 거리화 가능 공간이다.[2]:29, Theorem 5.3(iii)
- 콤팩트 거리화 가능 공간의 열린집합과 위상 동형이다.[2]:29, Theorem 5.3(v)

그러나 폴란드 공간이 국소 콤팩트 공간일 필요는 없다.
폴란드 공간은 제2 가산 공간이므로, 칸토어-벤딕손 정리가 성립한다.
베르 공간 {\displaystyle \mathbb {N} ^{\aleph _{0}}}은 가산 무한 이산 공간 {\displaystyle \mathbb {N} }의 가산 무한 개 곱공간이다. 칸토어 공간 {\displaystyle \{0,1\}^{\aleph _{0}}}은 크기 2의 이산 공간 {\displaystyle \{0,1\}}의 가산 무한 개 곱공간이다. 이 경우,
- 임의의 폴란드 공간 {\displaystyle X}에 대하여, 만약 {\displaystyle X\neq \varnothing }이라면, 연속 전사 함수 {\displaystyle \mathbb {N} ^{\aleph _{0}}\to X}가 존재한다.[2]:38, Theorem 7.9
- 임의의 폴란드 공간 {\displaystyle X}에 대하여, {\displaystyle \mathbb {N} ^{\aleph _{0}}}의 어떤 닫힌집합 {\displaystyle F\subseteq \mathbb {N} ^{\aleph _{0}}}로 가는 연속 전단사 함수 {\displaystyle F\to X}가 존재한다.[2]:38, Theorem 7.9 (그러나 이는 위상 동형 사상이 아닐 수 있다.)
- 임의의 폴란드 공간 {\displaystyle X}에 대하여, 만약 {\displaystyle X}가 비가산 집합이라면, {\displaystyle X}는 {\displaystyle \{0,1\}^{\aleph _{0}}}과 위상 동형인 부분 집합 {\displaystyle A\subseteq X}을 갖는다.

폴란드 공간 {\displaystyle X}에 대하여 다음 두 조건이 서로 동치이다.:40, Exercise 7.15
- 고립점을 갖지 않으며 공집합이 아니다.
- 연속 전사 함수 {\displaystyle f\colon \mathbb {N} ^{\aleph _{0}}\to X}가 존재한다.

### 집합론적 성질
임의의 폴란드 공간의 크기는 다음 가운데 하나이다.
{\displaystyle |X|\in \{0,1,2,\dots ,\aleph _{0},2^{\aleph _{0}}\}}
다시 말해, 모든 폴란드 공간의 크기는 {\displaystyle 2^{\aleph _{0}}} 이하이며, 또한 (연속체 가설과 독립적으로) {\displaystyle \aleph _{0}<|X|<2^{\aleph _{0}}}인 폴란드 공간 {\displaystyle X}는 존재하지 않는다.:§3.1

### 측도론적 성질
폴란드 공간에 보렐 시그마 대수를 부여하면, 이는 가측 공간을 이룬다. 이와 같이, 폴란드 공간과 (가측 공간으로서) 동형인 가측 공간을 표준 보렐 공간(標準Borel空間, 영어: standard Borel space)이라고 한다.
두 표준 보렐 공간 {\displaystyle X}, {\displaystyle Y}에 대하여, 다음 두 명제가 서로 동치이다.:§3.1.2
- {\displaystyle X}와 {\displaystyle Y}는 서로 동형이다. 즉, {\displaystyle X}와 {\displaystyle Y} 사이에 전단사 함수 {\displaystyle f\colon X\to Y}가 존재하며, 이는 {\displaystyle X}와 {\displaystyle Y}의 보렐 시그마 대수 사이의 동형 {\displaystyle f^{*}\colon {\mathcal {B}}(X)\to {\mathcal {B}}(Y)}을 유도한다.
- {\displaystyle |X|=|Y|}이다. 즉, {\displaystyle X}와 {\displaystyle Y}의 크기가 같다.

모든 표준 보렐 공간은 다음 가측 공간 가운데 정확히 하나와 동형이다.:§3.1.2 (가측 공간으로서의 동형은 위상 동형보다 더 약하다.)
- 보렐 시그마 대수를 갖춘 실수선 {\displaystyle (\mathbb {R} ,{\mathcal {B}}(\mathbb {R} ))}
- 이산 시그마 대수를 갖춘 자연수 집합 {\displaystyle (\mathbb {N} ,{\mathcal {P}}(\mathbb {N} ))}
- 이산 시그마 대수를 갖춘, 크기가 {\displaystyle n}인 유한 집합 {\displaystyle (\{1,\dots ,n\},{\mathcal {P}}(\{1,\dots ,n\}))} ({\displaystyle n=0,1,2,\dots })

## 예
이산 공간에 대하여 다음 세 조건이 서로 동치이다.
- 가산 집합이다.
- 제2 가산 공간이다.
- 폴란드 공간이다.

(이는 비가산 이산 공간은 제2 가산 공간이 아니므로 폴란드 공간이 아니기 때문이다.)
모든 유클리드 공간 {\displaystyle \mathbb {R} ^{n}}은 폴란드 공간이다. 보다 일반적으로, 모든 분해 가능 바나흐 공간은 폴란드 공간이다.:14, §3.A
힐베르트 입방체(영어: Hilbert cube) {\displaystyle [0,1]^{\aleph _{0}}}는 실수의 닫힌구간 {\displaystyle [0,1]}의 가산 무한 곱공간이며, 이는 폴란드 공간이다.
베르 공간 {\displaystyle \mathbb {N} ^{\aleph _{0}}}은 가산 무한 이산 공간 {\displaystyle \mathbb {N} }의 가산 무한 개 곱공간이다. 이는 무리수의 위상 공간 {\displaystyle \mathbb {R} \setminus \mathbb {Q} }과 위상 동형이다.
칸토어 공간 {\displaystyle \{0,1\}^{\aleph _{0}}}은 크기 2의 이산 공간 {\displaystyle \{0,1\}}의 가산 무한 개 곱공간이다.

## 역사
바츠와프 시에르핀스키 · 카지미에시 쿠라토프스키 · 알프레트 타르스키 등이 도입하고 연구하였다. 이들이 모두 폴란드의 위상수학자·논리학자였기 때문에 ‘폴란드 공간’이라는 이름이 붙었다.:228
마주르키에비치 정리는 스테판 마주르키에비치가 증명하였다.